# Бейлик Бафры
Бейлик Бафры — анатолийский бейлик (эмират), основанный в XIV веке и ликвидированный в 1419/20 году.
Государство входило в группу малых бейликов, называемых вместе бейлики Джаник. Оно образовалось на территории вокруг Бафры.

## История
Большинство туркменов Бафры происходили из туркмен чепни, которые в XIII веке расселились в регионе и сыграли важную роль в завоевании и тюркизации региона. Помимо чепни в регионе расселились туркмены племён ыгдыр и салыр (учок) и племя баят (бозок).
С начала XIV века и до 1322 года Бафра принадлежала бейлику Перванеогуллары. В 1322 году (по другим данным после 1324 года или около 1330 года)  погиб последний правитель бейлика. Не имея наследников, он незадолго до смерти признал суверенитет соседнего бея из династии Джандарогуллары. Таким образом, с этого времени Бафра, как и прочие города Перванидов, перешла под власть Джандаридов. Точно неизвестно, когда возник бейлик Бафры. В XIV веке, когда возникли бейлики Джаник, в состав которых входил и бейлик Бафра, этот регион Анатолии был ареной борьбы различных политических сил. Джандарогуллары и Эретнаогуллары доминировали в регионе. В 1381 году на смену Эретнидам пришло государство Кади Бурханеддина. В этот период увеличил своё влияние правитель ещё одного из бейликов Джаник — Кутлушах Шадгельды-паша. В последней четверти XIV века османские правители, Джандарогуллары и Кади Бурханеддином конкурировали за влияние в регионе.
В источниках очень мало информации о бейлике. Неизвестными остаются и личность бея, основавшего бейлик Бафра, и имена правителей, и их порядок. Единственный правитель, о котором есть небольшие сведения — Эмирза-бей (Эмир Мирза или Мирза Хасан). Согласно надписи на захоронении, он считался независимым правителем Бафры. Во время его правления город был оживлённым торговым центром, куда приезжало множество людей на ярмарки и рынки. Эмирза-бей и члены его семьи похоронены в тюрбе Эмирзы-бея в деревне Тюрбе. Строительная надпись гробницы на арабском и персидском языках размещена над входной дверью. В надписи, датированной 1381 годом, написано, что Эмирза-бей построил гробницу для своих пятерых детей (Хаджи Лютфуллах, Паша-хатун, Илалмыш-хатун, Хант-хатун и Султан-хатун), умерших от чумы в 1380 году. Дата смерти Эмирзы-бея в надписи не указана, но на захоронении его брата Ахмед-бея есть дата смерти — 1411/12 год. В надписи на саркофаге Эмирза-бей именуется как «Сын покойного Эмира Али-бея, сына Хусейн-бея, пощаженный и прощенный, благословенный Эмирза-бей». То есть, его отца звали Хусейн, а деда — Али. В тахрирах (учетные книги) есть записи о том, что Эмирза-бей основал вакуф, в который входили мечети, медресе и завия. Кроме Эмирзы, его брата Ахмеда и пяти детей в тюрбе и рядом с ним находятся захоронения нескольких людей: Ресула б. Хусейн, Шереф-хатун б. Али (ум. 1396/97), Гичи-хатун б. Мехмед, Гази б. Мехмед (ум. 1467), Сейида б. Гази (ум. 1411/12), Бахт-хатун (ум. 1411/12), Хаджи Хызыра б. Шади (ум. 1380/81), Эйлюка б. Шади. Нет сомнений, что это члены одной семьи. На основании исследований надписей на захоронениях тюрбе Эмирзы-бея турецкий исследователь Зеки Орал утверждал, что это семья хафизов и ученых. Также, исходя из этих надписей, он предполагал, что похороненные в тюрбе могли происходить из семьи Сельджуков или потомков сельджукских визирей и чиновников, но более уместно считать их ветвью Перванеогуллары. Если бы дед Эмирзы-бея, Али-бей, был сыном известного сельджукского визиря Мюинеддином Сулейманом Перванэ, можно было бы сделать вывод, что Эмирза-бей был связан с бейликом Перванеогуллары (но сын Перванэ, Али, родился не позднее 1277 года, а Эмирза был жив в 1381 году).
В последней четверти XIV века во время борьбы османов против Кади Бурханеддина, последний пытался укрепить свои позиции, заключая соглашения с правителями бейликов Джаник или османами в соответствии с меняющимися политическими условиями. В начале 1390-х годов, когда Кади Бурханеддин расширял свои территории за счёт бейликов Джаник, беи Бафры заключили союз с Джандарогуллары. Бейлики Бафра, Таджеддиногуллары, Ташаногуллары и Кутлушахи сформировали союз против Кади Бурханеддина под руководством Джандароглу Сулеймана-бея. Однако этот союз не состоялся из-за прибытия османского султана Баязида I к Кастамону. Джандарогуллары пришлось заключить соглашение с Кади Бурханеддином. В этой ситуации бей Бафры подчинился османам вместе с Ташаногуллары. Победив и убив Сулеймана-бея, Баязид увеличил свое влияние в регионе. Пока Кади Бурханеддин формировал союзы против османов, местные беи (включая, вероятно, и бея Бафры) предпочли придерживаться стороны османов. В 1392 году Кади Бурханеддин взял в осаду Амасью, но Ахмед Кутлушах передал город Баязиду. Когда в 1393 году османский султан прибыл в регион, бей Бафры ему подчинился, как Таджеддиногуллары и Ташаногуллары. Беи Бафры продолжали свое противостояние Кади Бурханеддину в конце XIV века, когда в Анатолию пришел Тамерлан.
До битвы при Анкаре Бафра оставалась территорией Османской империи. Неясно, правили ли беи Бафры снова в Бафре в последующий период. Согласно источникам, в период османского междуцарствия Бафра находилась в руках визиря бея Кубадогуллары Джунейда. Джандарид Исфендияр-бей захватил Самсун и Бафру, управлять городами он назначил своего сына Хызыра. Турецкий историк И. Теллиоглу предположил, что Бафра была захвачена Исфендияром до 1411 или 1417 года. М. Мейер утверждал, что Исфендияр присоединил Бафру в 1418 году. В 1419/20 году Хызыр-бей оставил османам Самсун и, похоже, Бафру. Таким образом, бейлик просуществовал до 1419/20 года.
Шихабуддин аль-Умари (живший в Египте) и Азиз ибн Ардашир Астарабади (прожил несколько лет у Кади Бурханеддина в Сивасе) называли Бафру «Бавра» (بورا). Аль-Умари писал, что это один из самых известных городов в районе Кастамону, а его эмира зовут Мурад-бей. Ибн Ардашир сообщал, что у бея Бафры было около 1000 солдат.
В Бафре почти не осталось строений периода бейлика Бафра, единственным сохранившимся сооружением является тюрбе Эмирзы. Известно, что также Эмирза-бей построил деревянную мечеть. Согласно тахриру (кадастровая книга) 1485 года в деревне Тюрбе (где расположено тюрбе Эмирзы) существовал «Вакуф мечети Эмирза-бей» и «район мечети Эмирза-бей». В 1642 году название «район мечети Эмирза-бей» было изменено на «район Джами-йи-Кебир» (Великая мечеть). Мечеть Эмирзы-бея была снесена в 1675—1676 годах Айше-хатун, женой османского великого визиря Кепрюлю Мехмед-паши; вместо снесённой была построена мечеть, известная сегодня как большая мечеть (Улу джами). В документе 1785/86 года название «Джами-йи Кебир» было записано под его старым названием «Мирза-бей Джами».